# Theonoe
Theonoe is een geslacht van spinnen uit de familie kogelspinnen (Theridiidae).
Alle soorten zijn zeer klein. In Nederland en België wordt het geslacht vertegenwoordigd door de kleinste kogelspin (Theonoe minutissima).

## Soorten
- Theonoe africana Caporiacco, 1947
- Theonoe formivora (Walckenaer, 1842)
- Theonoe major Denis, 1961
- Theonoe mihaili (Georgescu, 1989)
- Theonoe minutissima (O. P.-Cambridge, 1879)
- Theonoe sola Thaler & Steinberger, 1988
- Theonoe stridula Crosby, 1906